# 前200年
| 千纪： | 前1千纪 |
| 世纪： | 前3世纪 \| 前2世纪 \| 前1世纪                                                                                         |
| 年代： | 前230年代 \| 前220年代 \| 前210年代 \| 前200年代 \| 前190年代 \| 前180年代 \| 前170年代                               |
| 年份： | 前205年 \| 前204年 \| 前203年 \| 前202年 \| 前201年 \| 前200年 \| 前199年 \| 前198年 \| 前197年 \| 前196年 \| 前195年 |
| 纪年： | 西汉汉高帝七年 |

## 大事记
- 白登之圍：漢高祖被匈奴圍困於白登，七日之後周勃解圍擊退冒頓，接受婁敬獻策，開啟了「和親政策」。
- 白登之圍後，劉邦過趙，張敖執子婿禮甚恭，而劉邦卻甚倨傲。趙相國貫高對劉邦的無禮深為惱怒，遂發生了“貫高謀反事件”。
- 羅德島戰勝馬其頓王國，佔領東克里特，克里特戰爭結束。
- 羅馬元老院決定毀棄腓尼基和約，和帕加馬王國、羅德島聯合起來與馬其頓王國腓力五世交戰，第二次馬其頓戰爭爆發。（前200年—前197年）
- 塞琉古帝國在帕尼翁戰役戰勝托勒密王國，佔領柯里敘利亞、腓尼基和巴勒斯坦等地。
- 汉朝：未央宫工程于长安开始兴建。
- 驃人進入依洛瓦底江的上游地區，並掌控中國和印度之間的通商之路。

## 出生
- 晁錯，漢臣。
- 賈誼，漢太中大夫。
- 波利比烏斯，古希臘政治家和歷史學家。